# بون جووی
بُن جووی یا بون جووی (به انگلیسی: Bon Jovi) گروه هارد راک آمریکایی است که در سال ۱۹۸۳ در سیرویل، نیوجرسی توسطِ خواننده ی اصلی آن جان بون جووی، پایه‌گذاری شد. گروه بون جووی در آغاز کار و در دهه ۸۰ میلادی محبوبیت و موفقیت بسیار زیادی کسب نمود؛ به طوری که تا سال ۲۰۰۸ و پس از ۲۵ سال فعالیت، ۱۲۰ میلیون نسخه آلبوم از این گروه در سطحِ جهانی به فروش رفته‌است. ۳۶ میلیون از این تعداد به تنهایی در ایالات متحده آمریکا به فروش رسیده‌است.

## تاریخچه

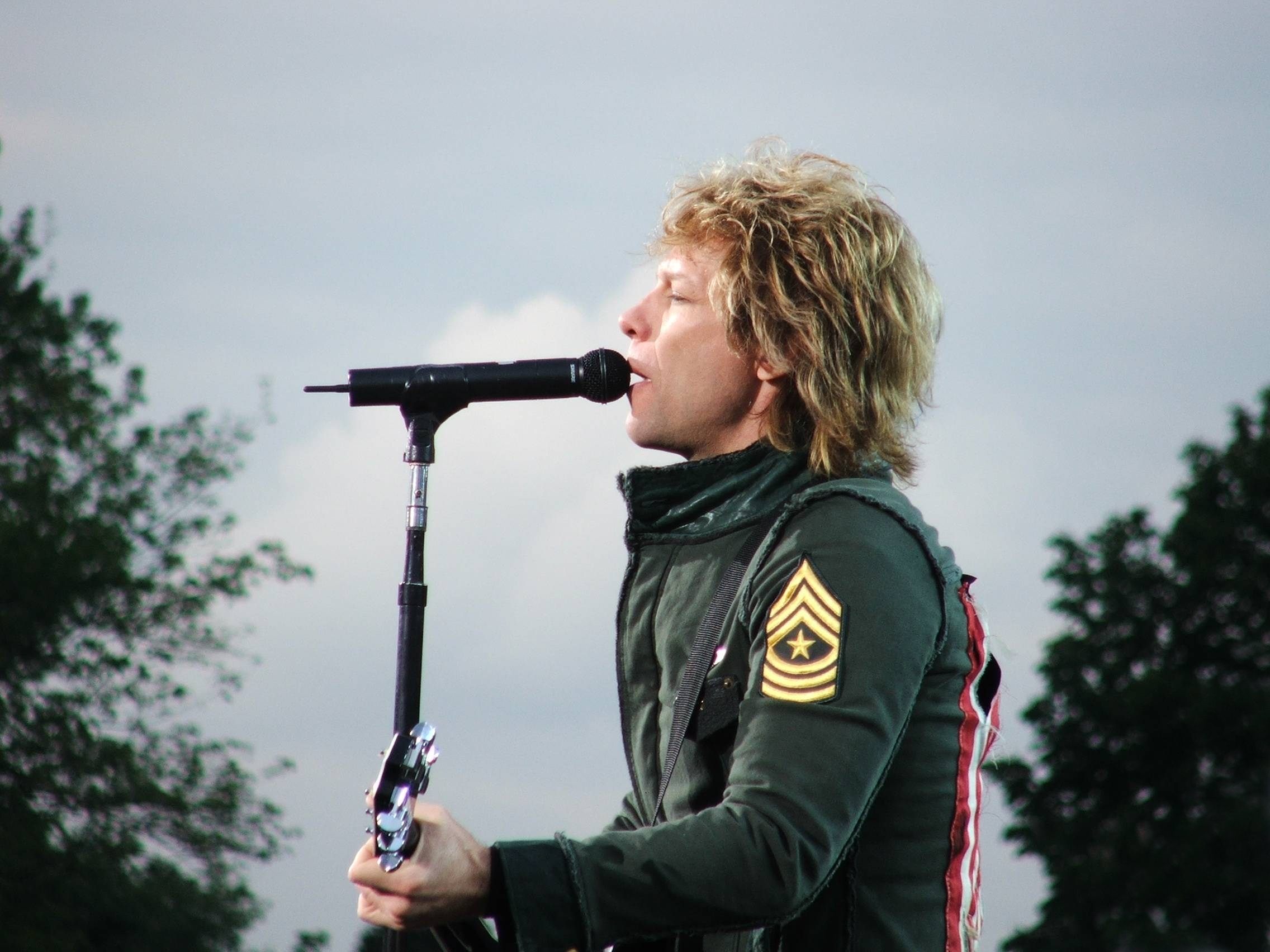
جان بون جووی

این گروه در سال ۱۹۸۳ میلادی توسط جان بون جووی به عنوان خواننده، ریچی سمبورا به عنوان گیتاریست، دیوید برایان به عنوان نوازنده کیبورد، الک جان ساچ به عنوان بیسیست و تیکو تورس به عنوان نوازنده درام تشکیل شد. الک جان ساچ در سال ۱۹۹۴ و ریچی سمبورا در ۲۰۱۳ گروه را ترک نمودند. پس از دو آلبوم نیمه موفق در سال‌های ۱۹۸۴ و ۱۹۸۵ گروه با انتشار دو آلبوم Slippery When Wet در سال ۱۹۸۶ و نیوجرسی در سال ۱۹۸۸ به موفقیت بزرگی دست یافت به طوری که این دو آلبوم در مجموع فقط در ایالات متحده ۱۹ میلیون نسخه فروش کرد و گروه را به یک گروه فوق ستاره راک تبدیل نمود. این گروه به فعالیت خود در دهه ۹۰ ادامه داد و آلبوم موفق Keep the Faith را در سال ۱۹۹۲ منتشر کرد که موفق به دریافت گواهی‌نامه فروش موسیقی ضبط شده شد.

## جوایز
گروه بون جووی در مجموع ۶۵ بار نامزد و ۲۵ بار برندهٔ جوایز مختلف شده‌است. این گروه در سال ۲۰۰۷ موفق به دریافت جایزه گرمی برای اجرای آهنگ Who Says You Can't Go Home به سبک کانتری به همراه جنیفر ندلز شد. گروه همچنین دو بار برندهٔ جایزه موسیقی آمریکا و یک بار برنده جایزه بریت در سال ۱۹۹۶ شده‌است. بون جووی همچنین برای آهنگ‌های Crush ، Bounce و Lost Highway نامزد دریافت جایزه گرمی شد.

## آلبوم‌شناسی
آلبوم‌های استودیویی
- Bon Jovi (1984)
- 7800°Fahrenheit (1985)
- Slippery When Wet (1986)
- New Jersey (1988)
- Keep the Faith (1992)
- These Days (1995)
- Crush (2000)
- Bounce (2002)
- Have a Nice Day (2005)
- Lost Highway (2007)
- The Circle (2009)
- What About Now (2013)
- Burning Bridges (2015)
- This House Is Not for Sale (2016)
- 2020 (2020)
- Forever (2024)